# Liste der Auslandsvertretungen Tansanias

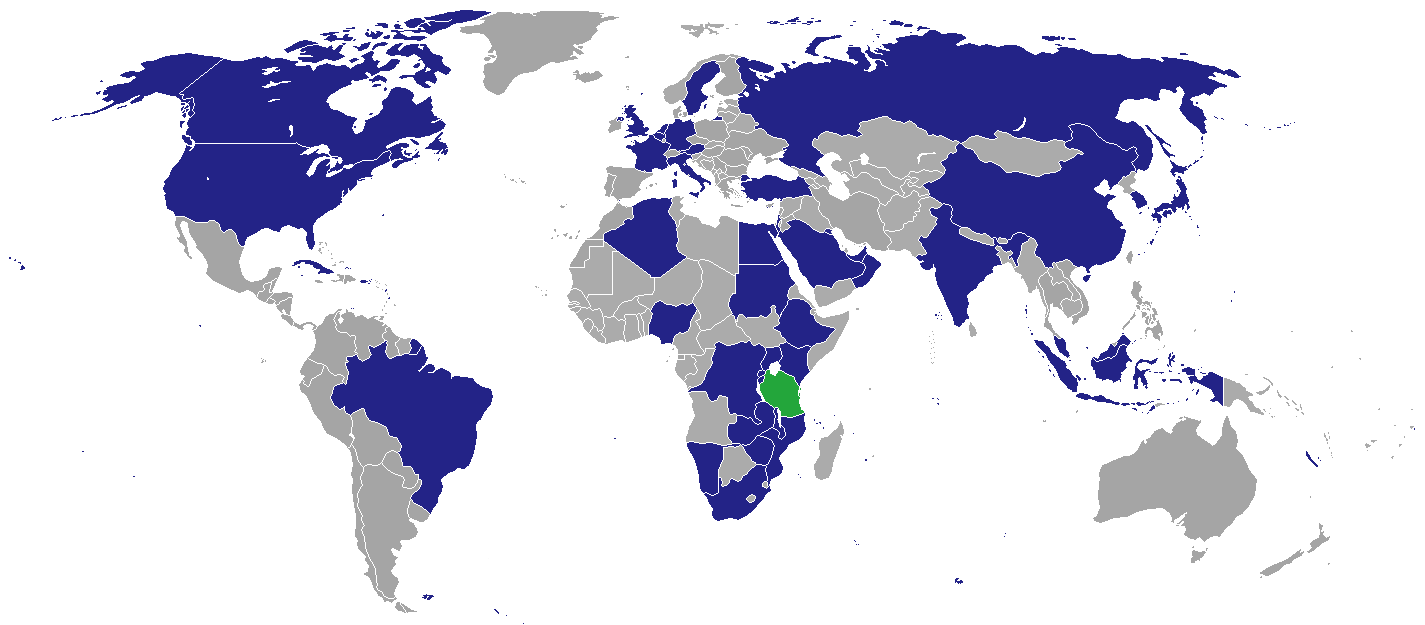
Standorte der diplomatischen Vertretungen Tansanias

Dies ist eine Liste der diplomatischen und konsularischen Vertretungen Tansanias.

## Diplomatische und konsularische Vertretungen

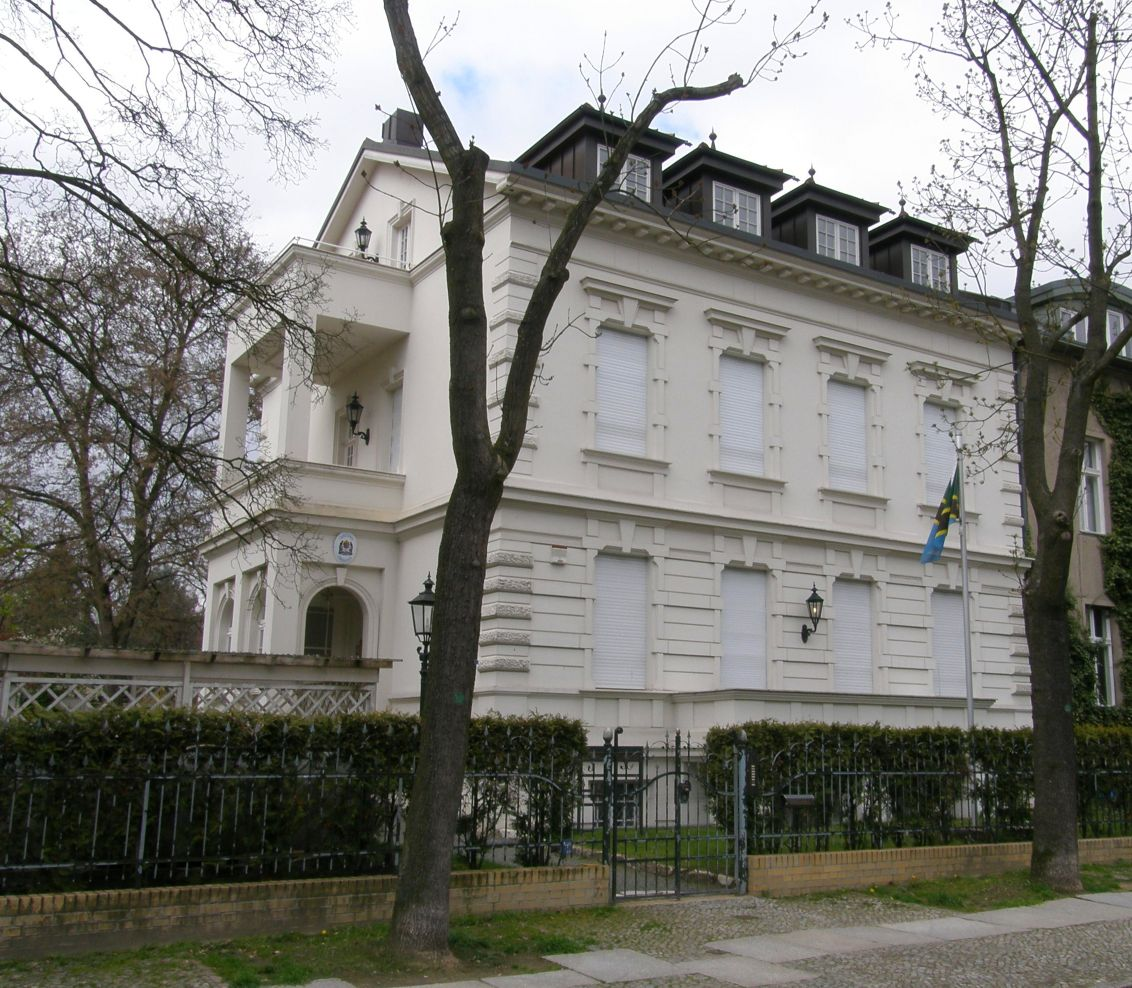
Tansanische Botschaft in Berlin

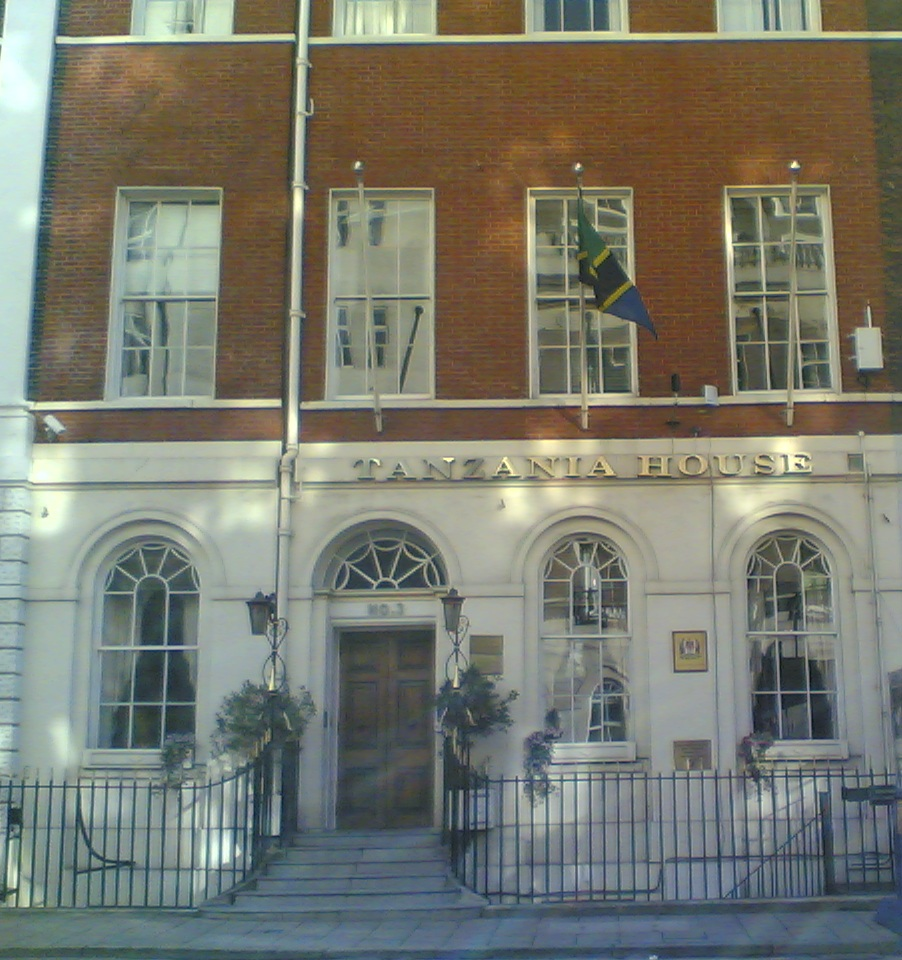
Tansanische Hohe Kommission in London

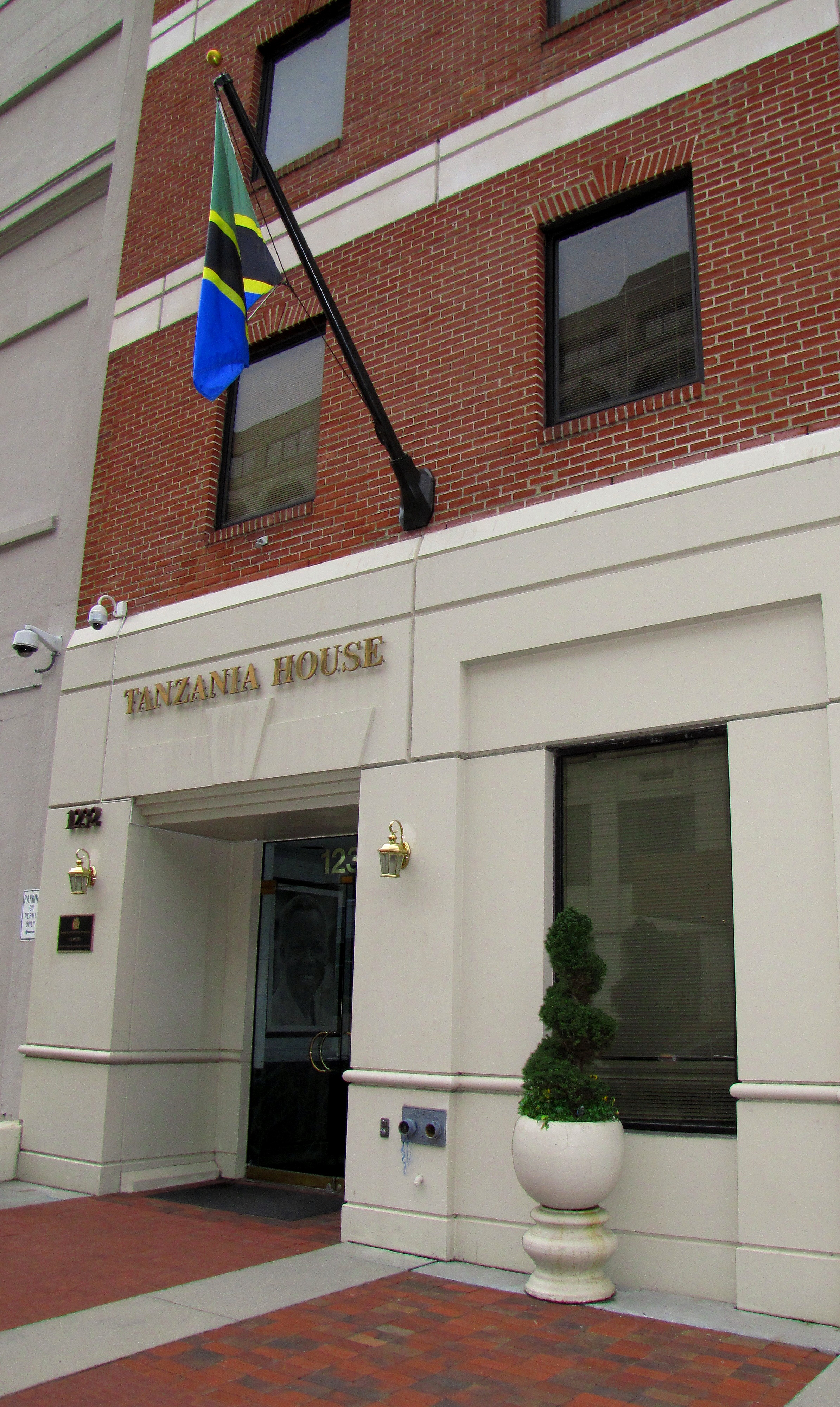
Tansanische Botschaft in Washington, D.C.

### Afrika
| - Ägypten: Kairo, Botschaft - Äthiopien: Addis Abeba, Botschaft - Algerien: Algier, Botschaft - Burundi: Bujumbura, Botschaft - Demokratische Republik Kongo: Kinshasa, Botschaft - Kenia: Nairobi, Hohe Kommission - Kenia: Mombasa, Generalkonsulat - Komoren: Moroni, Botschaft - Malawi: Lilongwe, Hohe Kommission | - Mosambik: Maputo, Hohe Kommission - Namibia: Windhoek, Hohe Kommission - Nigeria: Abuja, Hohe Kommission - Ruanda: Kigali, Hohe Kommission - Sambia: Lusaka, Hohe Kommission - Simbabwe: Harare, Botschaft - Südafrika: Pretoria, Hohe Kommission - Sudan: Khartum; Botschaft - Uganda: Kampala, Hohe Kommission |

### Amerika
- Brasilien: Brasília, Botschaft
- Kanada: Ottawa, Hohe Kommission
- Kuba: Havanna, Botschaft
- Vereinigte Staaten: Washington, D.C., Botschaft

### Asien
| - Volksrepublik China: Peking, Botschaft - Indien: Neu-Delhi, Hohe Kommission - Indonesien: Jakarta, Botschaft - Israel: Tel Aviv, Botschaft - Japan: Tokio, Botschaft - Katar: Doha, Botschaft - Kuwait: Kuwait, Botschaft - Malaysia: Kuala Lumpur, Hohe Kommission | - Oman: Maskat, Botschaft - Saudi-Arabien: Riad, Botschaft - Saudi-Arabien: Dschidda, Generalkonsulat - Südkorea: Seoul, Botschaft - Türkei: Ankara, Botschaft - Vereinigte Arabische Emirate: Abu Dhabi, Botschaft - Vereinigte Arabische Emirate: Dubai, Generalkonsulat |

### Europa
| - Belgien: Brüssel, Botschaft - Deutschland: Berlin, Botschaft - Frankreich: Paris, Botschaft - Italien: Rom, Botschaft - Niederlande: Den Haag, Botschaft | - Österreich: Wien, Botschaft - Russland: Moskau, Botschaft - Schweden: Stockholm, Botschaft - Vereinigtes Königreich: London, Hohe Kommission |

## Vertretungen bei internationalen Organisationen
- AU: Addis Abeba, Ständige Mission
- Europäische Union: Brüssel, Mission
- Vereinte Nationen: New York, Ständige Mission
- Vereinte Nationen: Genf, Ständige Mission
- UNESCO: Paris, Ständige Mission